# Prosopophorella yoshiyasui
Prosopophorella yoshiyasui är en tvåvingeart som beskrevs av Mitsuhiro Sasakawa 2001. Prosopophorella yoshiyasui ingår i släktet Prosopophorella och familjen lövflugor.
Artens utbredningsområde är Vietnam. Inga underarter finns listade i Catalogue of Life.